# Frati di Mazzarino
Con l'espressione Frati di Mazzarino ci si riferisce a un caso di cronaca risalente al periodo 1956-1959 e avvenuto a Mazzarino, comune siciliano in provincia di Caltanissetta, dove quattro frati Cappuccini, del locale convento, aiutati da quattro complici laici, vengono arrestati con l'accusa di aver organizzato un giro di estorsioni ai danni dei ricchi possidenti della zona.
Esploso il 5 maggio 1959, il caso ha avuto una risonanza nazionale nel clima di forte contrapposizione tra cattolici e forze di sinistra che caratterizza la politica italiana di quegli anni, ormai decisamente orientata verso il centro-sinistra.

## Storia
(Daniele Lo Porto, "La terribile storia dei frati di Mazzarino" in Sicilianetwork, 10 dicembre 2017)

### I fatti
Il 18 febbraio 1960 i carabinieri di Mazzarino arrestano quattro frati Cappuccini e tre dei quattro residenti laici del paese accusati di essere loro complici. Sono accusati del tentato omicidio di Giovanni Stuppia un vigile urbano che sta indagando per proprio conto sulle attività criminose dei religiosi, al quale è stata richiesta una forte somma di denaro sotto la minaccia di spiacevoli conseguenze. Creduto morto, lo Stuppia riesce a trascinarsi fino alla caserma, racconta ai militari l'accaduto e fa i nomi dei quattro religiosi (padre Agrippino, 39 anni, padre Venanzio, 46 anni, padre Carmelo, 83 anni e padre Vittorio, 41 anni) e dei loro complici Carmelo Lo Bartolo (mezzadro e ortolano del convento) , Girolamo Azzolina, Giuseppe Salemi e Filippo Nicoletti. 

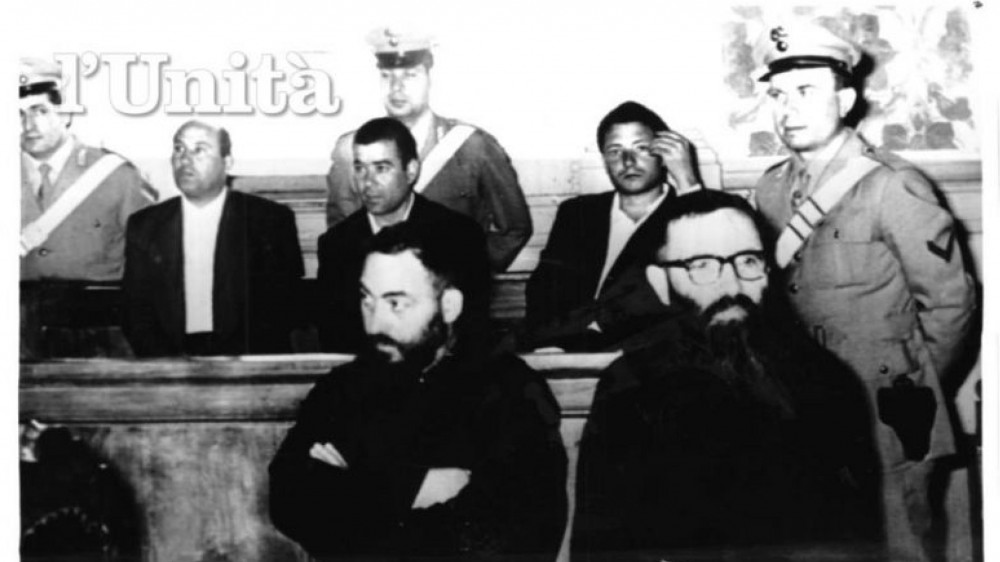
Padre Agrippino e padre Venanzio. Alle loro spalle, da sinistra, Girolamo Azzolina, Giuseppe Salemi e Filippo Nicoletti.

L'inchiesta porta alla luce un giro di estorsioni e minacce che va avanti dal 1956 ai danni dei più ricchi possidenti della zona, coi religiosi del convento che fanno apparentemente da tramite tra ricattatori e ricattati. Il 5 novembre 1956 viene avviata una prima indagine per due colpi di fucile a pallettoni esplosi all'interno del convento, contro la cella di padre Agrippino, economo della comunità da poco trasferito a Mazzarino. Le indagini dei carabinieri vengono chiuse sette mesi dopo con un nulla di fatto. ma sono riaperte nei primi mesi del 1958, quando viene ucciso il cavaliere Angelo Cannada, un ricco proprietario terriero che sta tornando a casa in automobile con moglie e figlio. Sul tragico evento si procede contro ignoti fino al 5 maggio 1959, quando due fucilate raggiungono il vigile Stuppia. Il precipitare degli eventi squarcia il velo di omertà che da tre anni circonda un susseguirsi di lettere anonime, attentati, furti di bestiame, ed emergono i casi di un tale barone Alù e di due piccoli agricoltori che dopo aver respinto varie richieste di denaro si vedono sottrarre il bestiame. Dopo il ferimento, la vittima decide di riferire ai carabinieri quello che sa, e finalmente si arriva all’arresto dei colpevoli:  Azzolina, Salemi e Nicoletti. Quest'ultimo, appena sedicenne, interrogato energicamente racconta ciò che sa, e salta fuori il nome del capo, l'ortolano Carmelo Lo Bartolo, che si sottrae all'arresto e viene successivamente rintracciato a Ventimiglia.
Quando i quattro religiosi vengono arrestati la notizia rimbalza subito in tutta Italia. Chi li accusa è convinto che sotto il saio si nascondono dei briganti (dalle colonne de L'Ora Mauro De Mauro li chiama "monaci-banditi"). Chi li difende sostiene invece che siano stati costretti a suon di minacce a coprire i misfatti del De Bartolo e dei suoi complici. Di certo c'è che contro i frati gravano due indizi oltremodo pesanti come una macchina da scrivere sepolta sotto un albero del convento, identificata come quella utilizzata per scrivere i messaggi anonimi, e tre libretti al portatore presso il Banco di Sicilia, intestati a padre Agrippino e padre Carmelo e a una nipote infermiera di quest'ultimo. Di queste somme non verrà mai accertata la provenienza, e lo stesso avviene per diversi beni immobili rintracciati a Mineo, paese natale di padre Agrippino, dove case e terreni sono locati e amministrati da uno dei suoi due fratelli, mentre l'altro (sacerdote diocesano) gestisce una sala cinematografica per la quale ha speso in lavori di ristrutturazione oltre sei milioni di lire. 

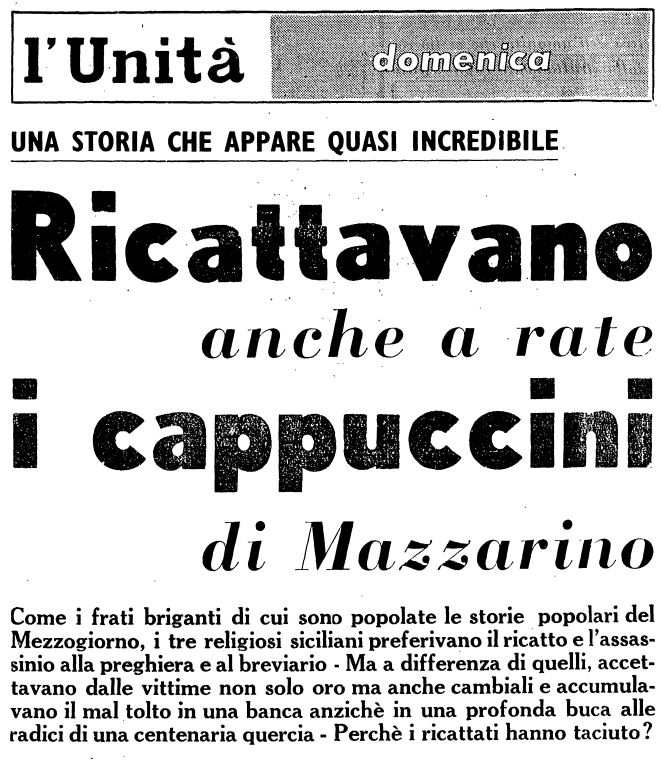

Viene inoltre accertato che padre Carmelo si è recato in casa del farmacista, dove seduta stante lo convince a consegnargli due milioni di lire destinati a non meglio precisati "uomini cattivi", e dalla vedova Cannada, che non essendo entrata ancora in possesso dell'eredità ottiene di pagare sei milioni di lire in rate da mezzo milione.
Gli accertamenti sull'incasso e la destinazione dei frutti delle estorsioni - compreso un giro di prestiti a usura gestito da padre Agrippino - sembrano dover ridimensionare la posizione di Carmelo Lo Bartolo, additato come il capo della banda e il principale beneficiario del denaro estorto. Quando viene arrestato a Ventimiglia l'ormai ex ortolano del convento possiede 74.320 lire e fa presto a dimostrare che l'acquisto di una cascina della zona sarebbe stato pagato col ricavato della vendita dei suoi beni di Mazzarino, dove ha già interessato un sensale, e con la liquidazione del rapporto di lavoro. In ogni caso non risulterà mai che avesse conti in banca o denaro nascosto.

### I processi

#### Primo grado
Quando il giudice istruttore deposita l'ordinanza di rinvio a giudizio nei confronti degli otto imputati la situazione appare ribaltata. Il presunto capo, additato come un violento persecutore, viene descritto come un esecutore degli ordini dei quattro frati, vera mente dei ricatti e delle persecuzioni. Il processo di primo grado si apre il 12 marzo 1962 davanti alla seconda corte d'assise di Messina Il collegio di difesa dei frati è formato dagli avvocati Francesco Carnelutti, Giuseppe Alessi, Gaetano La Terza e Antonino Dante (tutti affini alla Democrazia Cristiana), che alla prima udienza chiedono l'annullamento di numerosi atti e - di conseguenza - dell'ordinanza che ha rinviato a giudizio i quattro religiosi. L'idea che il processo si basi "su una orgiastica danza di contumelie, di volgarità e di calunnie" da parte della stampa di sinistra viene respinta dalla corte, che ammette le parti civili costituite (vedova Cannada; superiori provinciale e generale dell'ordine Cappuccino).
Due giorni dopo, il 15 marzo, Carmelo Lo Bartolo, viene trovato morto nella sua cella. L'ex ortolano del convento si sarebbe suicidato durante un momento di scarsa sorveglianza ma vengono subito avanzati dei dubbi sulla dinamica della sua morte, che spiana la strada alla difesa dei frati. L'audizione del direttore e dei medici del carcere non approda a nulla di definitivo ma la morte del presunto capo consente ai religiosi di addossare allo scomparso la responsabilità dei reati e la necessità di porsi come mediatori per evitare ai ricattati conseguenze spiacevoli.
Lo stato di necessità dei frati è alla base della loro clamorosa assoluzione "per non aver commesso il fatto". Dopo sette ore di camera di consiglio la corte condanna Giuseppe Salemi e Girolamo Azzolina a 30 anni e Filippo Nicoletti a 14 anni e 4 mesi e assolve per insufficienza di prove Filippo Azzolina, che doveva rispondere di porto abusivo di armi da fuoco. L'affermazione che i frati "hanno agito per sollecitazione e mandato degli stessi offesi"  scatena numerose polemiche, tra le quali quella del presidente della Camera Giovanni Leone,  Per il giurista democristiano l'omertà dei frati, che non parlano con nessuno della situazione (nemmeno nel segreto della confessione) e non fanno nulla per farsi trasferire altrove, va considerato indizio di complicità.

#### L'appello e l'annullamento

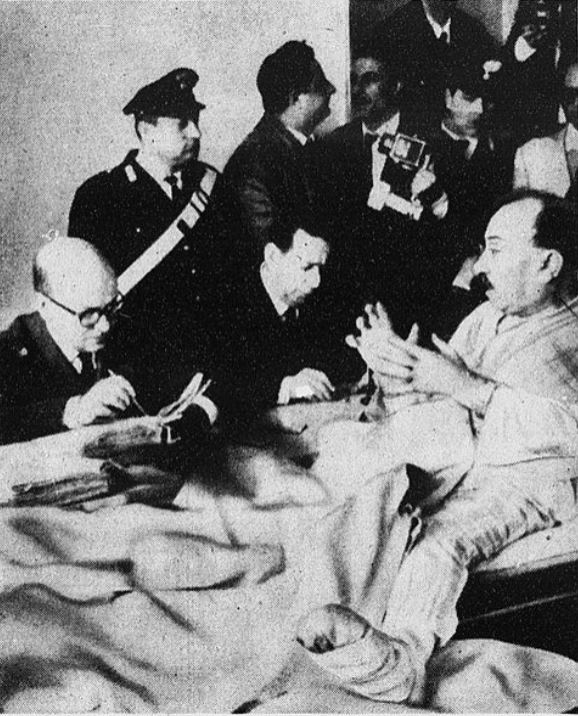
La deposizione di Giovanni Stuppia

Il 6 giugno 1963 la corte d'assise d'appello di Messina ribalta in parte la sentenza di primo grado, conferma le condanne degli imputati laici e infligge 13 anni a ciascuno dei frati. Il procuratore generale ha gioco facile nello smontare una sentenza assolutoria che si basa sui cavilli giuridici prima che sulla verità dei fatti, ma le argomentazioni che portano alla condanna di tutti gli imputati sono alla base dell'annullamento della sentenza con rinvio da parte della Corte di cassazione. Secondo la Corte d'assise d'appello, infatti, erano attive due associazioni a delinquere collegate da Carmelo Lo Bartolo, che operava coi frati per i ricatti e con i complici laici per minacce ed aggressioni. La mancanza di rapporti diretti tra i due gruppi, continua la sentenza, non esclude, ed anzi fa ritenere altamente probabile, che i religiosi abbiano scritto e inviato le lettere minatorie e fossero consapevoli delle azioni criminose a danno dei ricattati. La Cassazione ravvisa nelle due bande che agiscono separatamente un difetto di motivazione, in quanto "[la corte di appello] per attribuire al religiosi questo delitto, ritenne che in realtà due fossero le società criminose: una composta daf frati e un'altra dai laici, ma entrambe capeggiate dal giardiniere del convento di Mazzarino Carmelo Lo Bartolo, suicidatosi in carcere mentre attendeva il giudizio. La prima banda, sempre secondo i giudici di merito, si 'dedicava alle estorsioni, l'altra all'esecuzione di altri delitti. Senonché è evidente l'erroneità di tale affermazione. Perché sia ipotizzabile l'associazione per delinquere occorre una certa forma di organizzazione, di stabilità e di autonomia nei confronti di reati che si vogliono commettere; è sufficiente anche una organizzazione rudimentale, ma è pur sempre necessario che essa sia tale da costituire un nucleo di forze".

#### Il rinvio
Il nuovo giudizio deve stabilire se i frati si proponessero di partecipare all'estorsione o di agire nell'interesse delle vittime, inducendole a consegnare il denaro per evitare ritorsioni. Il secondo processo di appello prende il via a Perugia il 27 giugno 1966: venuto a mancare padre Carmelo, e ormai definitiva la condanna per padre Vittorio, si procede nei confronti di padre Agrippino e padre Venanzio. Il procuratore generale chiede una condanna a 13 anni sostenendo che solo i frati possono aver scritto le lettere minatorie, essendo il Lo Bartolo e i suoi complici analfabeti, che nell'azione dei religiosi si ravvisa un evidente intento di lucro attraverso i conti bancari aperti con nomi addomesticati, e sostiene l'aggravante dell'associazione a delinquere per tutti gli imputati, non essendo la separazione degli incarichi sufficiente ad escluderla. 
Il 4 luglio 1966 la Corte di Perugia condanna padre Agrippino e padre Venanzio a otto anni di reclusione e 100.000 lire di multa, riconoscendoli colpevoli di cinque estorsioni, li assolve dall'omicidio Cannada per non aver commesso il fatto e dall'associazione a delinquere perché il fatto non sussiste. Confermate le condanna di primo grado per i complici laici.  Il 30 settembre 1967 la Cassazione rende la sentenza definitiva. Padre Agrippino e Padre Venanzio, a piede libero dall'assoluzione di primo grado, si costituiscono pochi giorni dopo. Tra condoni e buona condotta sono scarcerati il 5 luglio del 1969.

## Il caso di Cosimo Cristina
Cosimo Cristina, famoso giornalista siciliano, scrive un articolo per il periodico Prospettive siciliane, in cui afferma di avere le prove che dietro il patto criminale c'è un noto avvocato e giornalista di Mazzarino. Il nome di questo avvocato non è stato dichiarato esplicitamente. Alfonso Russo Cigna, corrispondente del Giornale di Sicilia, querela Cristina per diffamazione e vince in un processo insolitamente breve, della durata di soli 20 giorni. Cristina è stato condannato a un anno e quattro mesi (pena sospesa) e a una multa di 2 milioni di lire. Due mesi dopo, in attesa dell'appello dove avrebbe presentato le sue prove, viene ucciso in un finto suicidio a Termini Imerese.

## Nella cultura di massa

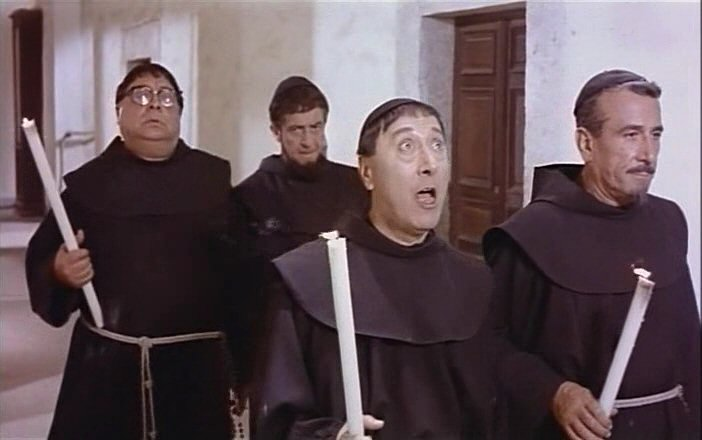
Un fotogramma del film "I 4 monaci"

La vicenda dei frati di Mazzarino ha ispirato un film che viene girato in quattro settimane nel periodo in cui si celebra il processo di primo grado. Intitolato I 4 monaci e diretto da Carlo Ludovico Bragaglia, riprende in chiave comica le tragiche vicende siciliane: i quattro religiosi, con nomi diversi da quelli reali, sono impersonati da Aldo Fabrizi, Peppino de Filippo, Nino Taranto e Macario, l'ortolano del convento da Odoardo Spadaro.
Nel 2012 un secondo film, intitolato Pagate Fratelli, diretto da Salvatore Bonaffini, riprende la vera vicenda giudiziaria dell'epoca. I quattro frati sono impersonati da Benedetto Lo Monaco, Orio Scaduto, Alfredo Li Bassi e Alberto Molonia, l'ortolano da Marcello Arnone.